# Коммодор (Великобритания)
Коммодор (англ. Commodore) — военно-морское звание Королевского ВМФ Великобритании. Соответствует званию «Бригадир» в Британской Армии и Королевской морской пехоте; и званию «Коммодор авиации» в Королевских ВВС. Является «однозвёздным» званием (по применяемой в НАТО кодировке — OF-6).

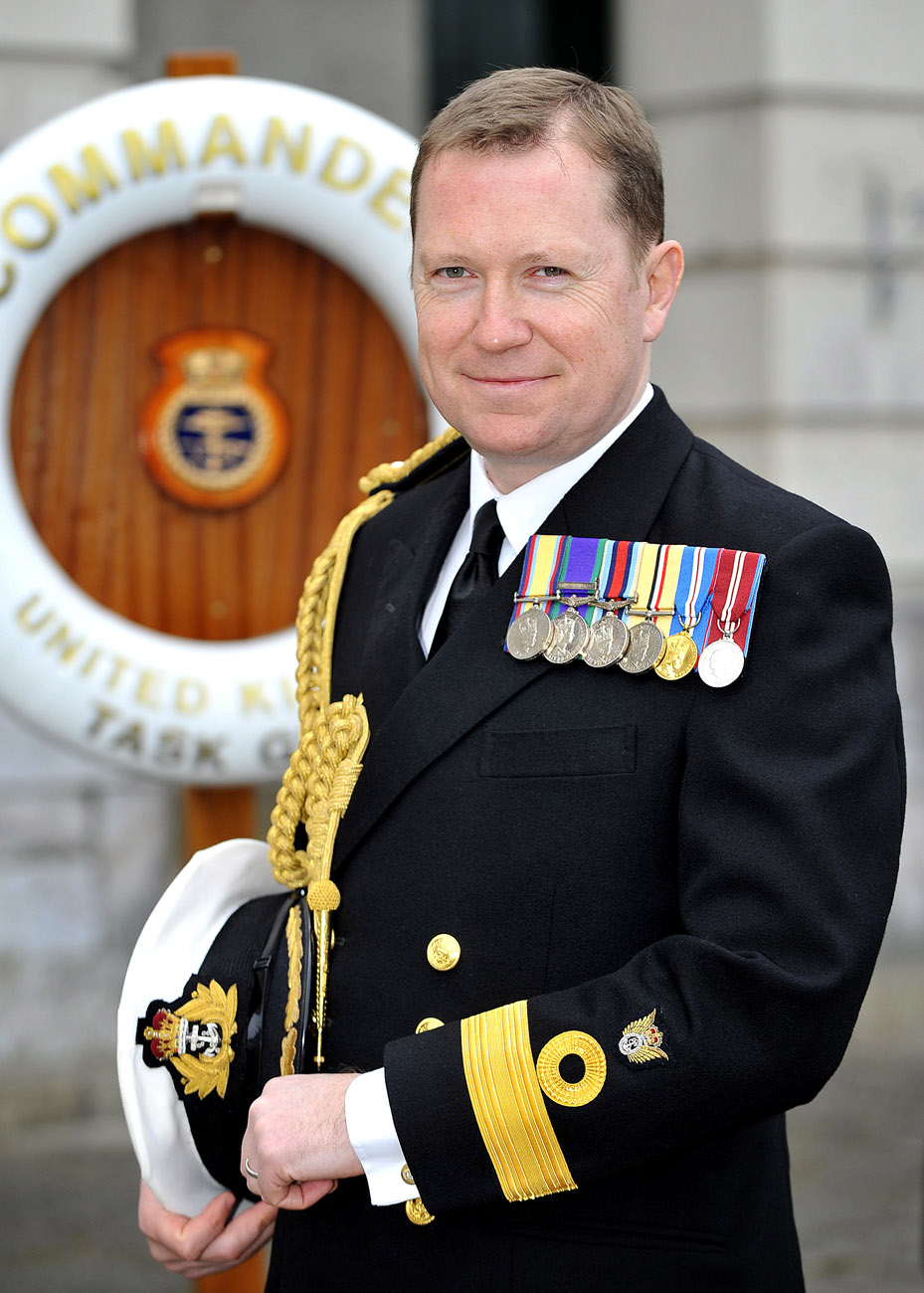
Коммодор Коннелл, Мартин (военный)

Следует за званием «Капитан» и предшествует званию «Контр-адмирал».

## История
Звание коммодора было введено в ноябре 1674 года (хотя юридически не было установлено до 1734 года). В 1684 году военно-морской флот установил два класса коммодоров, первый из которых был известен как Commodore Distinction, а второй - Commodore Ordinary; позже они переквалифицировались в коммодоров первого и второго класса соответственно. В 1734 г. звание коммодора было официально утверждено приказом в совете. Формально они были разделены на первый класс (с линейными капитанами в подчинении) и второй класс (сами командиры кораблей) в 1826 г. С 1570 по 1864 года Королевский ВМФ был разделен на «цветные» эскадры, которые добавляли в название воинского звания окончание в виде названия цвета (Commodore of the Red). В течение этого периода штандарты «цветных» Коммодоров менялись несколько раз. Коммодор имеет постоянное (порядковое) звание в Королевском флоте только с 1997 года. До этого это назначение продолжало присваиваться старшим капитанам, занимающим определенные должности. Например, командир флотилией эсминцев Королевского флота мог носить звание «Commodore (D) или Commodore Destroyers», а командир флотилией подводных лодок флота мог носить звание «Commodore (S) или Commodore Submarine», хотя в обоих случаях как назначение, а не звание. Во время Первой мировой войны звание «Commodore (T) или Commodore Torpedo boats» носил офицер, командовавший флотилией миноносцев.

## Галерея

Погон
Погон до 2001 года[7]
Нарукавные знаки различия